# قائمة البعثات الدبلوماسية في سويسرا

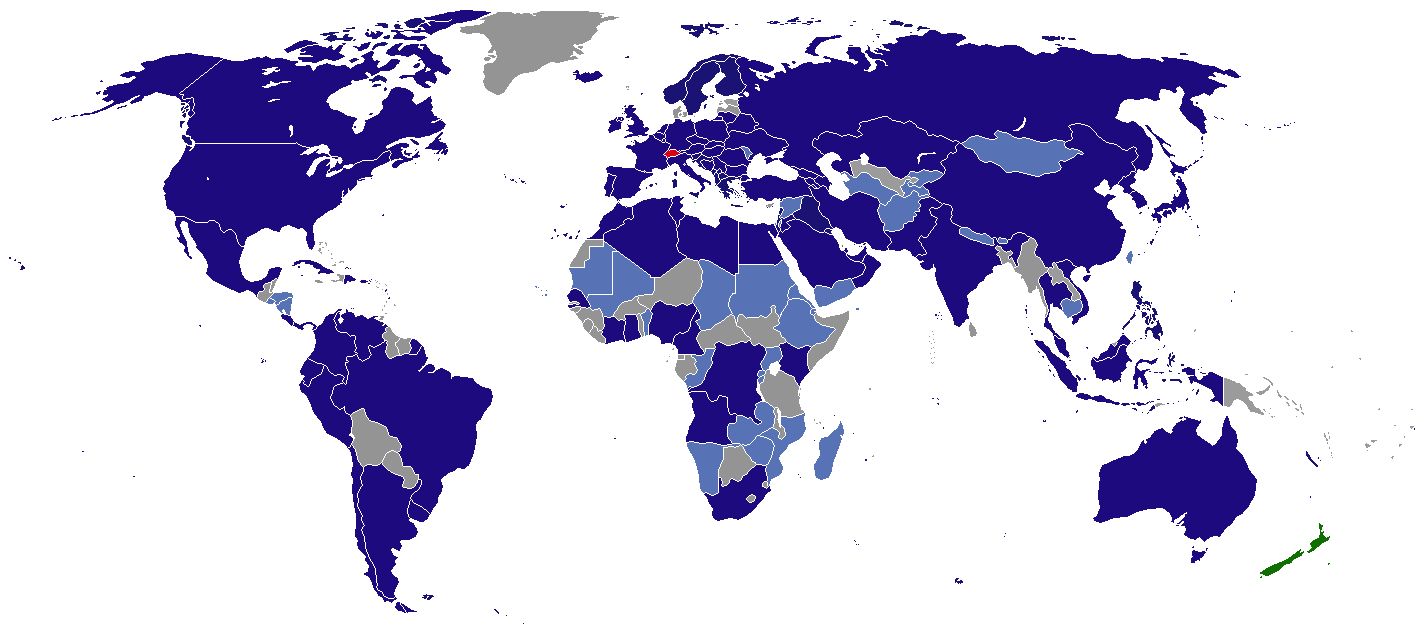
خريطة البلدان التي لديها بعثة دبلوماسية فيسويسرا
سويسرا
بلدان لها سفارات في برن
بعثات إلى الأمم المتحدة تشتغل كسفارات إلى سويسرا
بلدان لها قنصليات عامة فقط في جنيف

تعرض هذه الصفحة قائمة بأسماء الدول التي توجد لديها بعثات دبلوماسية إلى سويسرا. حاليا، توجد في العاصمة برن 89 سفارة.

## سفارات
برن
| - ألبانيا - الجزائر - أنغولا - الأرجنتين - النمسا - أذربيجان - بيلاروس - بلجيكا - البوسنة والهرسك - البرازيل - بلغاريا - الكاميرون - كندا - تشيلي - الصين - كولومبيا - جمهورية الكونغو الديمقراطية - كوستاريكا - كوت ديفوار - كرواتيا - كوبا - جمهورية التشيك - جمهورية الدومينيكان - الإكوادور - مصر - فنلندا - فرنسا - جورجيا - ألمانيا - غانا - اليونان - غواتيمالا - الفاتيكان - المجر - الهند - إندونيسيا - إيران - العراق - أيرلندا - إسرائيل - إيطاليا - اليابان - الأردن - كازاخستان - كوسوفو | - الكويت - لبنان - ليبيا - ليختنشتاين - ليتوانيا - لوكسمبورغ - ماليزيا - المكسيك - موناكو - الجبل الأسود - المغرب - هولندا - نيجيريا - كوريا الشمالية - مقدونيا - النرويج - عُمان - باكستان - باراغواي - بيرو - الفلبين - بولندا - البرتغال - قطر - رومانيا - روسيا - السعودية - صربيا - سلوفاكيا - سلوفينيا - جنوب إفريقيا - كوريا الجنوبية - إسبانيا - السويد - تايلاند - تونس - تركيا - أوكرانيا - الإمارات العربية المتحدة - المملكة المتحدة - الولايات المتحدة - الأوروغواي - فنزويلا - فيتنام |

جنيف

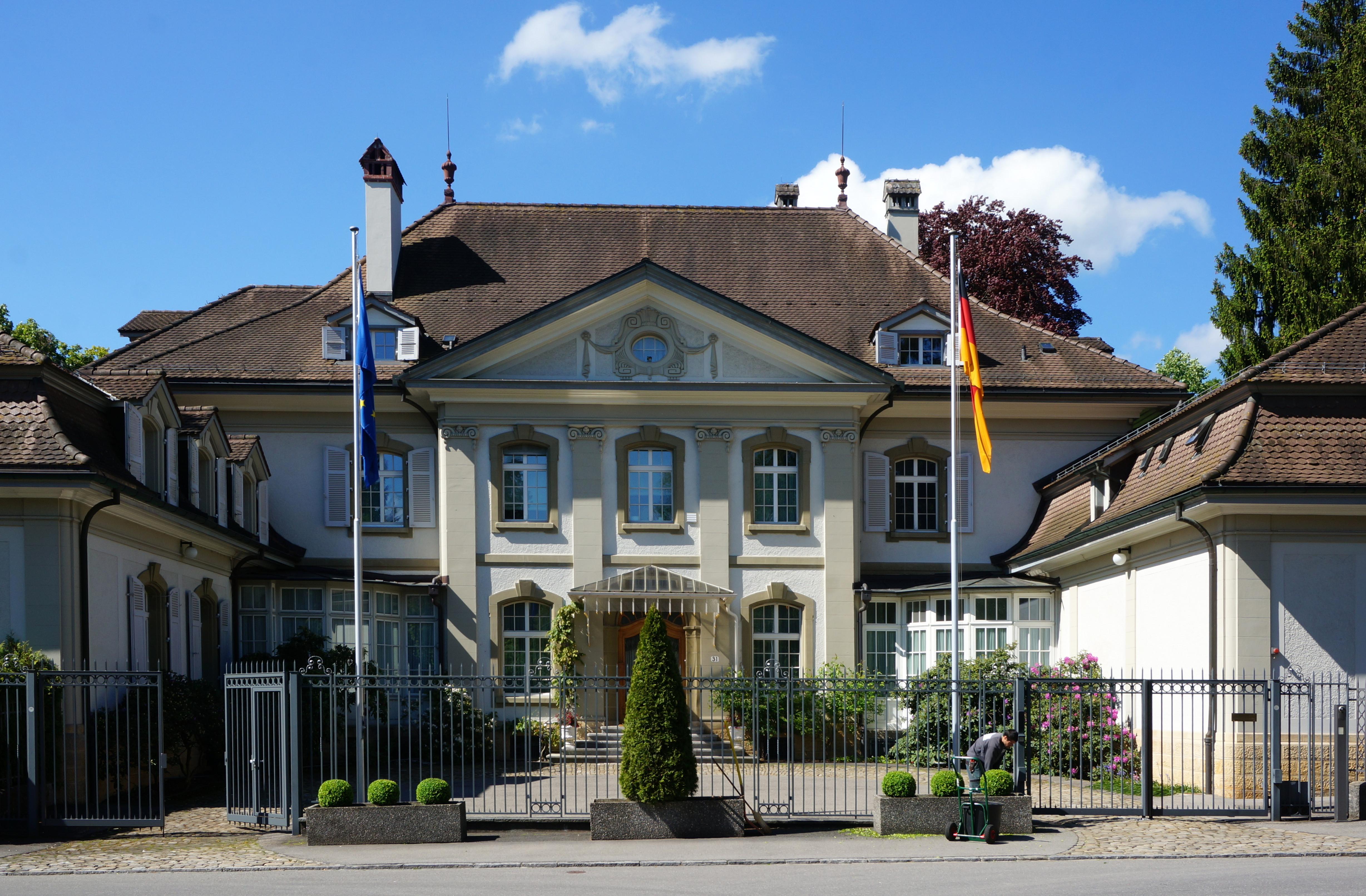
سفارة ألمانيا في برن.

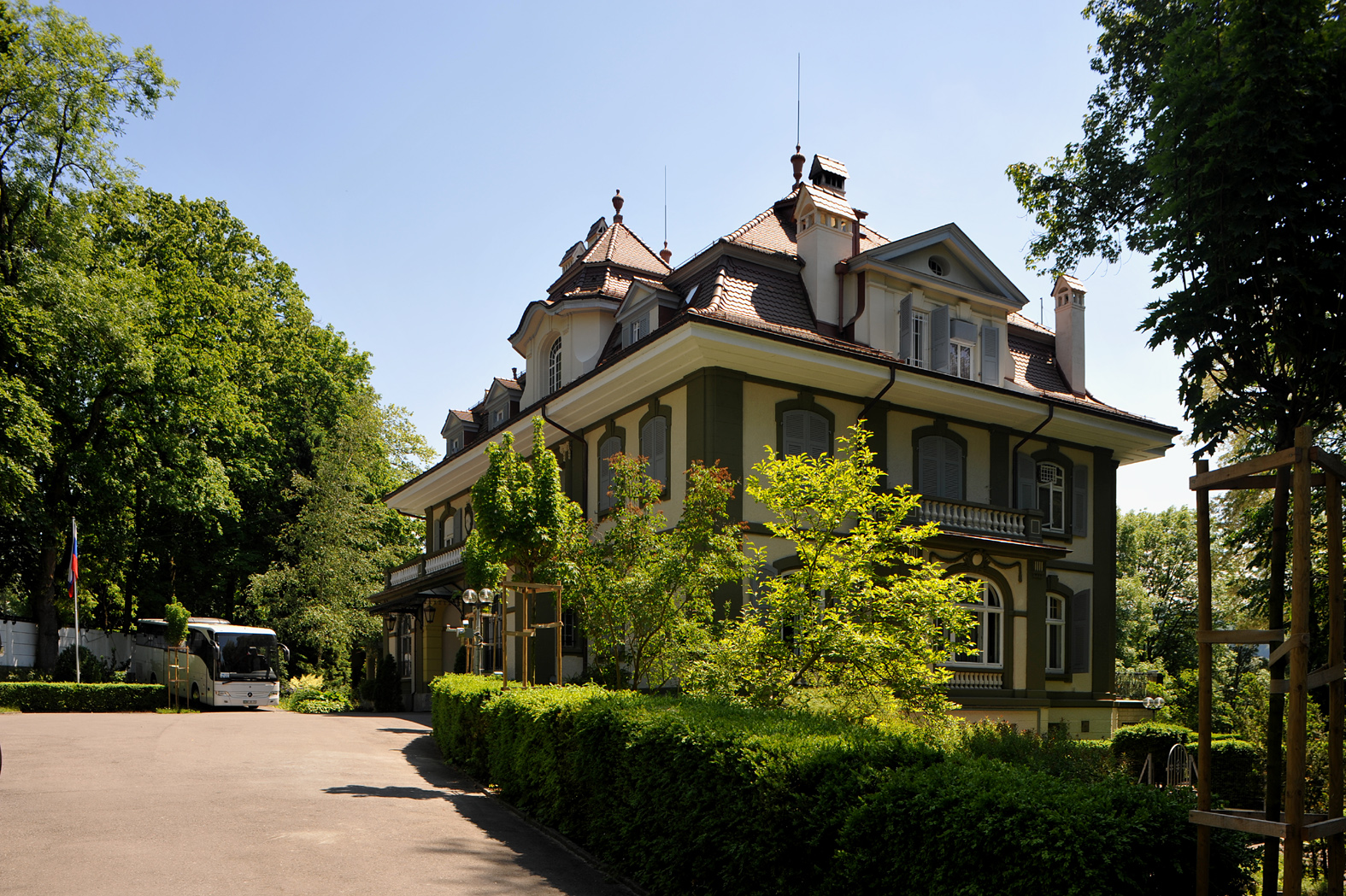
سفارة روسيا في برن

(بعثات إلى الأمم المتحدة تشتغل كسفارات إلى سويسرا)
- أفغانستان
- أرمينيا
- بنغلاديش
- بنين
- بوتان
- بوتسوانا
- بوركينا فاسو
- بوروندي
- كمبوديا
- جمهورية أفريقيا الوسطى
- الرأس الأخضر
- تشاد
- جمهورية الكونغو
- جيبوتي
- السلفادور
- إرتريا
- غينيا الاستوائية
- إثيوبيا
- فيجي
- غامبيا
- غينيا
- غيانا
- هندوراس
- آيسلندا
- كينيا
- قرغيزستان
- لاوس
- ليسوتو

| - مدغشقر - مالاوي - مالي - موريشيوس - موريتانيا - مولدوفا - منغوليا - موزمبيق - ميانمار - ناميبيا - نيبال - نيكاراغوا - النيجر - بنما - رواندا - السنغال - سيراليون - السودان - إسواتيني - طاجيكستان - تنزانيا - توغو - تركمانستان - أوغندا - اليمن - زامبيا - زيمبابوي |

## مكاتب تمثيلية
- الاتحاد الأوروبي (وفد)
- فلسطين (وفد عام)
- تايوان (البعثة الثقافية والاقتصادية لتايوان في سويسرا)
- قبرص الشمالية (مكتب تمثيلي)[1]

## قنصليات وقنصليات عامة
بازل
- إيطاليا

جنيف
- الجزائر
- أستراليا
- البحرين
- بنغلاديش
- بلجيكا
- البرازيل
- الكاميرون
- كندا (قنصلية)
- مصر
- فرنسا
- ألمانيا
- اليونان
- الهند
- إيطاليا
- جامايكا (قنصلية)
- اليابان
- كوسوفو (قنصلية)
- الكويت
- ماليزيا
- مالطا
- ميانمار
- نيوزيلندا
- بنما
- بيرو
- الفلبين
- البرتغال
- قطر
- روسيا
- السعودية
- صربيا
- جنوب إفريقيا
- كوريا الجنوبية
- إسبانيا
- سريلانكا (قنصلية)
- سوريا

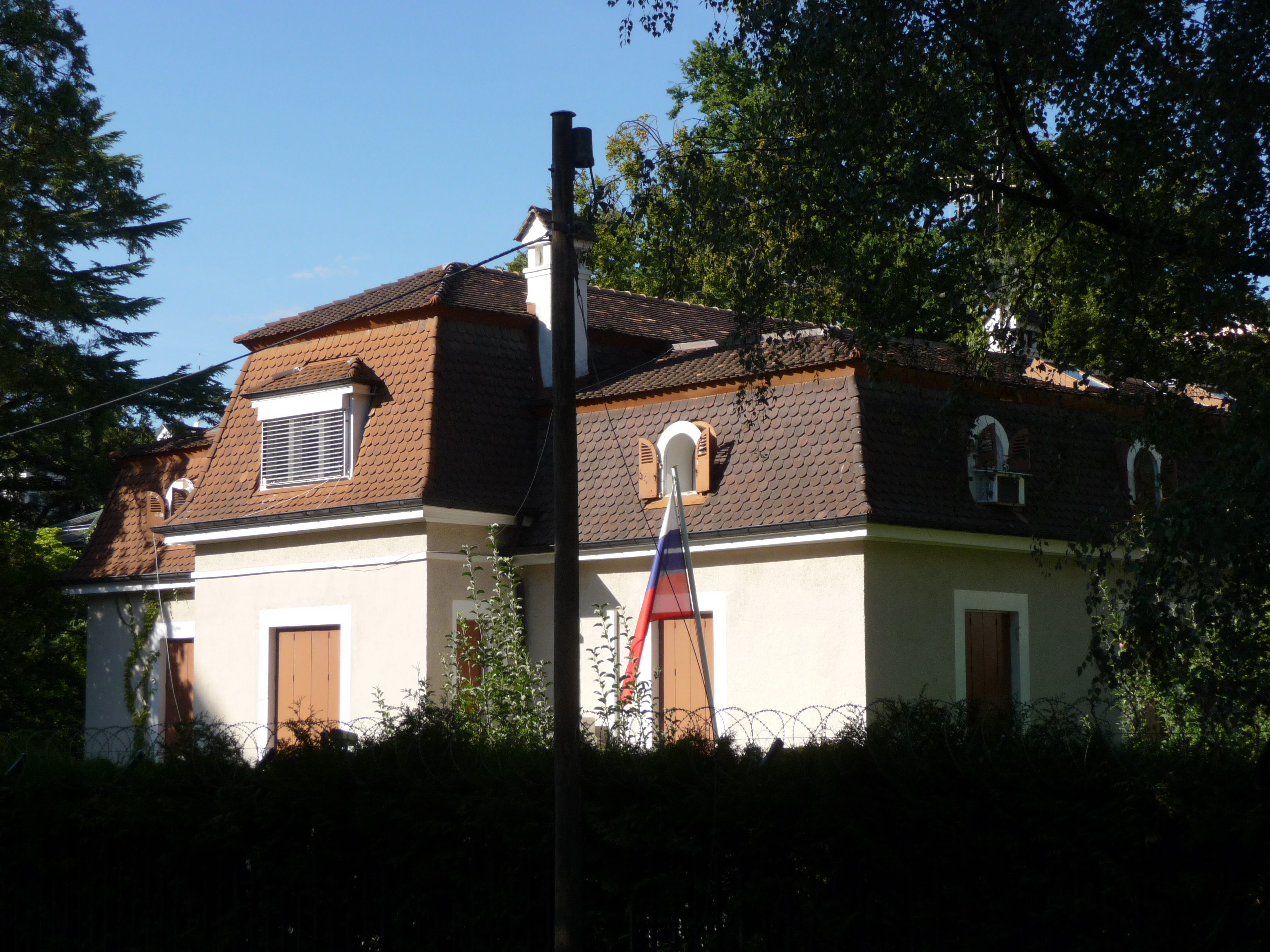
القنصلية العامة لروسيا في جنيف.

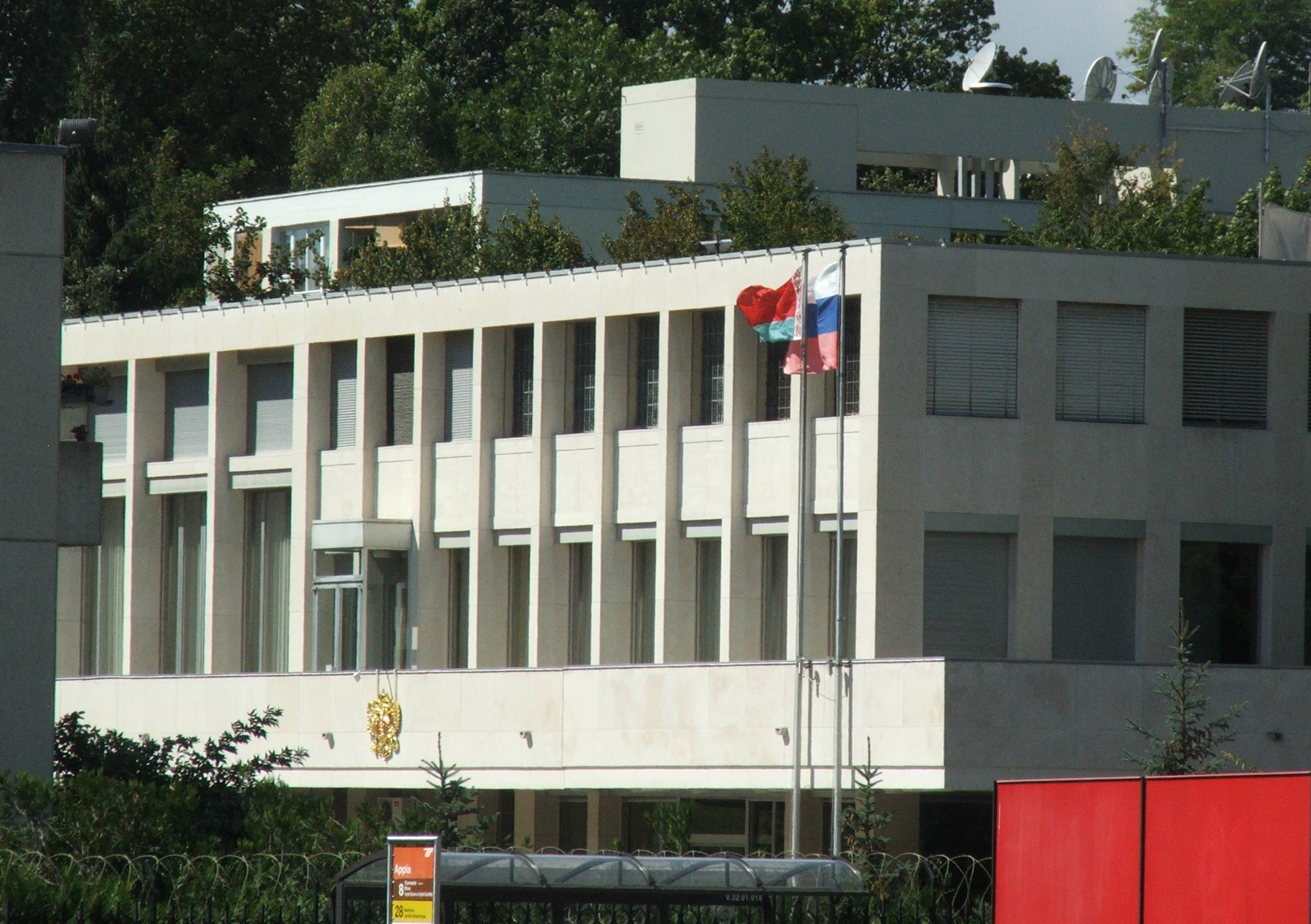
البعثة الدائمة لروسيا وروسيا البيضاء إلى الأمم المتحدة فيجنيف.

- تايوان (Taipei Economic Office)
- ترينيداد وتوباغو
- تركيا
- الإمارات العربية المتحدة
- المملكة المتحدة
- فيتنام (قنصلية)

}}
لوزان
- تشيلي (قنصلية)

لوغانو
- إيطاليا

زيورخ
- النمسا
- البرازيل
- الصين
- كرواتيا
- جمهورية الدومينيكان
- فرنسا
- إيطاليا
- كوسوفو (قنصلية)
- بيرو
- البرتغال
- صربيا
- إسبانيا
- تركيا

}}

## سفارات غير مقيمة
- أندورا (أندورا لا فيلا)
- أستراليا (برلين)
- البحرين (باريس)
- بوليفيا (برلين)
- بروناي (برلين)
- قبرص (روما)
- الدنمارك (برلين)
- دومينيكا (بروكسيل)
- إستونيا (فيينا)
- الغابون (باريس)
- غينيا بيساو (بروكسيل)
- هايتي (باريس)
- جامايكا (برلين)
- لاتفيا (فيينا)
- ليبيريا (باريس)
- مالطا (فاليتا)
- نيوزيلندا (برلين)
- سان مارينو (سان مارينو)
- ساموا (بروكسيل)
- ساو تومي وبرينسيب (بروكسيل)
- غينيا بيساو (باريس)
- سنغافورة (سنغافورة)
- سريلانكا (برلين)
- سوريا (باريس)
- تونغا (لندن)
- ترينيداد وتوباغو (بروكسيل)
- أوزبكستان (برلين)

## مواضيع متعلقة
- علاقات سويسرا الخارجية
- متطلبات الحصول على تأشيرة لمواطني سويسرا

## روابط خارجية
- Foreign Representations in Switzerland
- Consular List